# Ganonema uchidai
Ganonema uchidai là một loài Trichoptera trong họ Calamoceratidae. Chúng phân bố ở miền Cổ bắc.